# Anastasiya Bazhénova
Anastasiya Vladímirovna Bazhénova –en ruso, Анастасия Владимировна Баженова– (24 de marzo de 1996) es una deportista rusa que compite en esgrima, especialista en la modalidad de sable. Ganó una medalla de plata en el Campeonato Europeo de Esgrima de 2017, en la prueba por equipos.

## Palmarés internacional
| Campeonato Europeo | Campeonato Europeo | Campeonato Europeo | Campeonato Europeo |
| Año                | Lugar              | Medalla            | Prueba             |
| ------------------ | ------------------ | ------------------ | ------------------ |
| 2017               | Tiflis (Georgia)   | Medalla de plata   | Sable por equipos  |